# Kévin Malcuit
Kévin Malcuit (Châtenay-Malabry, Altos del Sena, Francia, 31 de julio de 1991) es un futbolista francés que juega de defensa.

## Trayectoria
Formado en las canteras de Racing y el A. S. Mónaco F. C. Tras dos años en las categorías inferiores del club monegasco, debutó en el primer equipo,  el 18 de septiembre de 2010 contra el Toulouse F. C., sustituyendo a Vincent Muratori en el minuto 70. En enero de 2012 fue cedido al Vannes O. C., con el que debutó el 17 de febrero siguiente contra el Niort; el 1 de marzo marcó su primer gol ante el U. S. Orléans. Al término de la temporada, fichó libre por el Fréjus.
El 9 de enero de 2014 fue contratado por el Chamois Niortais de la Ligue 2. El 18 de abril debutó ante el Brest. La temporada siguiente, gracias a sus buenas actuaciones, se ganó un puesto de titular, jugando muchos partidos en calidad de mediocentro defensivo. En agosto de 2015 fue transferido al A. S. Saint-Étienne, donde debutó el 20 de septiembre contra el F. C. Nantes. Con les Verts totalizó 46 partidos en dos temporadas. El 8 de julio de 2017 pasó al Lille O. S. C., donde concluyó la temporada con 25 presencias.
El 8 de agosto de 2018 firmó un contrato de cinco años con la S. S. C. Napoli italiano, por 12 millones de euros. Debutó en Serie A el 26 de septiembre siguiente, en un partido contra el Parma, ganado 3 a 0 por los napolitanos. Jugó su primer partido en la Liga Europa con el Napoli el 14 de febrero de 2019 en la victoria por 3-1 ante el Zürich. Su primera temporada con el Napoli terminó con 27 presencias, 0 goles y 2 asistencias.
El 2 de octubre de 2019 hizo su debut en la Liga de Campeones, en un empate a cero ante el K. R. C. Genk. Sin embargo, la temporada para él fue difícil debido a una lesión en el cruzado y el menisco, ocurrida en el partido de visitante contra el SPAL de Ferrara (1-1) el 27 de octubre, que lo obligó a estar de baja 9 meses. Volvió a jugar el 28 de julio de 2020 en la penúltima jornada de la liga, en la derrota por 2-0 ante el Inter de Milán.
El 28 de enero de 2021 fue cedido a la ACF Fiorentina. Debutó con la Viola el 5 de febrero siguiente, en la derrota por 0-2 ante el Inter de Milán, sustituyendo a Lorenzo Venuti en el final del partido. De vuelta a Nápoles, después de una temporada en los márgenes de la plantilla, decidió no renovar su contrato que expiraba el 30 de junio de 2022.
El 9 de septiembre del mismo año, fichó libre por el Ankaragücü turco.

## Estadísticas

### Clubes
Actualizado al último partido disputado el 7 de junio de 2023.
| Club                         | Div.          | Temporada     | Liga  | Liga  | Copas nacionales | Copas nacionales | Copas internacionales | Copas internacionales | Total | Total |
| Club                         | Div.          | Temporada     | Part. | Goles | Part.            | Goles            | Part.                 | Goles                 | Part. | Goles |
| ---------------------------- | ------------- | ------------- | ----- | ----- | ---------------- | ---------------- | --------------------- | --------------------- | ----- | ----- |
| A. S. Monaco F. C. Francia   | 1.ª           | 2010-11       | 1     | 0     | 0                | 0                | —                     | —                     | 1     | 0     |
| A. S. Monaco F. C. Francia   | 2.ª           | 2011-12       | 2     | 0     | 2                | 0                | —                     | —                     | 4     | 0     |
| A. S. Monaco F. C. Francia   | Total club    | Total club    | 3     | 0     | 2                | 0                | 0                     | 0                     | 5     | 0     |
| Vannes O. C. Francia         | 3.ª           | 2011-12       | 12    | 2     | 0                | 0                | —                     | —                     | 12    | 2     |
| Vannes O. C. Francia         | Total club    | Total club    | 12    | 2     | 0                | 0                | 0                     | 0                     | 12    | 2     |
| Fréjus Saint-Raphaël Francia | 3.ª           | 2012-13       | 33    | 2     | 2                | 0                | —                     | —                     | 35    | 2     |
| Fréjus Saint-Raphaël Francia | 3.ª           | 2013-14       | 5     | 0     | 0                | 0                | —                     | —                     | 5     | 0     |
| Fréjus Saint-Raphaël Francia | Total club    | Total club    | 38    | 2     | 2                | 0                | 0                     | 0                     | 40    | 2     |
| Chamois Niortais Francia     | 2.ª           | 2013-14       | 6     | 0     | 0                | 0                | —                     | —                     | 6     | 0     |
| Chamois Niortais Francia     | 2.ª           | 2014-15       | 29    | 2     | 3                | 0                | —                     | —                     | 32    | 2     |
| Chamois Niortais Francia     | 2.ª           | 2015-16       | 4     | 0     | 0                | 0                | —                     | —                     | 4     | 0     |
| Chamois Niortais Francia     | Total club    | Total club    | 39    | 2     | 3                | 0                | 0                     | 0                     | 42    | 2     |
| A. S. Saint-Étienne Francia  | 1.ª           | 2015-16       | 9     | 0     | 3                | 0                | —                     | —                     | 12    | 0     |
| A. S. Saint-Étienne Francia  | 1.ª           | 2016-17       | 25    | 0     | 2                | 0                | 7                     | 0                     | 34    | 0     |
| A. S. Saint-Étienne Francia  | Total club    | Total club    | 34    | 0     | 5                | 0                | 7                     | 0                     | 46    | 0     |
| Lille O. S. C. Francia       | 1.ª           | 2017-18       | 23    | 0     | 2                | 0                | —                     | —                     | 25    | 0     |
| Lille O. S. C. Francia       | Total club    | Total club    | 23    | 0     | 2                | 0                | 0                     | 0                     | 25    | 0     |
| S. S. C. Napoli · Italia     | 1.ª           | 2018-19       | 24    | 0     | 1                | 0                | 2                     | 0                     | 27    | 0     |
| S. S. C. Napoli · Italia     | 1.ª           | 2019-20       | 4     | 0     | 0                | 0                | 2                     | 0                     | 6     | 0     |
| S. S. C. Napoli · Italia     | 1.ª           | 2020-21       | 2     | 0     | 0                | 0                | 0                     | 0                     | 2     | 0     |
| ACF Fiorentina · Italia      | 1.ª           | 2020-21       | 5     | 0     | —                | —                | —                     | —                     | 5     | 0     |
| ACF Fiorentina · Italia      | Total club    | Total club    | 5     | 0     | 0                | 0                | 0                     | 0                     | 5     | 0     |
| S. S. C. Napoli · Italia     | 1.ª           | 2021-22       | 8     | 0     | 1                | 0                | 4                     | 0                     | 13    | 0     |
| S. S. C. Napoli · Italia     | Total club    | Total club    | 38    | 0     | 2                | 0                | 8                     | 0                     | 48    | 0     |
| M. K. E. Ankaragücü Turquía  | 1.ª           | 2022-23       | 20    | 1     | 4                | 0                | —                     | —                     | 24    | 1     |
| M. K. E. Ankaragücü Turquía  | Total club    | Total club    | 20    | 1     | 4                | 0                | 0                     | 0                     | 24    | 1     |
| Total carrera                | Total carrera | Total carrera | 212   | 7     | 20               | 0                | 15                    | 0                     | 247   | 7     |
| 1. 2.                        |               |               |       |       |                  |                  |                       |                       |       |       |

## Palmarés

### Títulos nacionales
| Título      | Club            | País   | Año  |
| ----------- | --------------- | ------ | ---- |
| Copa Italia | S. S. C. Napoli | Italia | 2020 |